# Lapidosella
Lapidosella is een geslacht van mosdiertjes uit de familie van de Electridae. De wetenschappelijke naam van het geslacht is voor het eerst geldig gepubliceerd door Gontar in 2010.

## Soorten
De volgende soorten zijn bij het geslacht ingedeeld:
- Lapidosella ostroumovi Gontar, 2010

Niet geaccepteerde soort:
- Lapidosella lapidosa (Pallas, 1771) → Tamanicella lapidosa (Pallas, 1801)  †